# Siffer Lemoine
Axel Siffer Lemoine, född 6 maj 1891 i Väddö församling, Stockholms län, död 22 augusti 1949 i Lidingö församling, Stockholms län, var en svensk elektroingenjör. 
Han tog studentexamen 1909 i Uppsala och blev 1914 civilingenjör i elektroteknik vid KTH. Han var 1915-1917 anställd vid marinförvaltningen och från 1917 vid Telegrafstyrelsens radiobyrå (senare kallat Televerket Radio, nuvarande Teracom), där han 1936 blev byrådirektör.
Under rundradions uppbyggnad i Sverige (Sveriges Radio, dåvarande Radiotjänst) i början och mitten av 1920-talet var han närmaste medarbetaren till dåvarande byrådirektören, överingenjör Seth Ljungqvist. Siffer Lemoine hade hand om planeringen och uppförandet av de flesta svenska rundradiostationerna och fram till 1935 även för planeringen och inredningen av Radiotjänsts studiolokaler. Han var 1925-1935 ledamot av Radiotjänsts programråd och 1925-1938 av tekniska kommittén vid Union Internationale de Radiodiffusion. Från 1930 var han ordförande i Samarbetsdelegationen mot radiostörningar. Han blev 1931 medlem och 1934 vice ordförande i Svenska nationalkommittén för vetenskaplig radio. Han blev 1936 ledamot av Radionämnden. Utöver detta deltog han i olika internationella konferenser och svenska statliga utredningar.
Han blev 1927 vice ordförande i avdelningen för elektroteknik av Svenska Teknologföreningen, var 1935-1937 ledamöt av teknologföreningens styrelse. Han blev 1935 ledamot av Ingenjörsvetenskapsakademin.
Han gifte sig 1927 med Ninni Sundberg.